# あぶさんの登場人物
あぶさんの登場人物では、水島新司の野球漫画『あぶさん』の登場人物について記述する。
なお、作中に登場する実在の人物については、あぶさん#実在人物を参照。

## 景浦安武とその家族

### 大阪の景浦家・桂木家
景浦 安武（かげうら やすたけ）
- 北明高校 - 野花食品 - 北大阪電気 - 南海・ダイエー・ソフトバンク（1973年 - 2009年）

当作品の主人公。福岡ソフトバンクホークスの元外野手。詳細は景浦安武を参照。
景浦 サチ子（かげうら さちこ）
安武の妻。居酒屋「大虎」の看板娘。旧姓：桂木。身長163cm。生年月日不詳だが、安武が南海に入団した1973年に18歳であったことから、8歳年下と考えると1954年度生まれとなる。
生まれて直ぐに母を亡くす。会った人間（老若男女・国籍問わず）が十人中十人「あぶさんの奥さん、美人ですね」と言うほどの美人だが気が強く、情に厚く、涙もろい。生まれた際、虎次郎は「美人（みと）」と名付けようとしたが、結局サチ子という名前になった。
初登場時（18歳）から安武一筋。彼が南海に入団する際は「契約金でツケを返されたら、この店（と自分）との縁が切れてしまう」と嘆き、虎次郎の機転でツケの受け取りを拒否した。独身の頃は（景浦似の）人気カメラマンに一目ぼれされるなど、結構いろいろな男からモーションをかけられているが全て礼節をもって断っている。安武との間には1男（景虎）1女（夏子）をもうけている。基本的に大阪弁で話すが、舞などが来た時などは標準語で話す。
安武との経緯については、高校時代に女友達らと共にハンカチを落として声をかけてもらえるかどうかのターゲットに安武がされたという話があり、後のデートの際になんば花月に出向いてコメディNo.1らの漫才を鑑賞している話がある。
お洒落をすればかなり見栄えのする外見になるが、普段は化粧も控えめ、服も地味なもので、あくまで居酒屋「大虎」の看板娘として振る舞っている。贅沢は好まず、かといって必要以上にケチらず、夫である安武を支え続ける賢婦である。
少々のことでは動じないが、安武が頭部に死球を受けた際には、試合のあった釧路まで空路で一直線に向かったこともある。
小室等のファンだったことがあり、小室に手製の人形を贈ったことがある。
景浦 景虎（かげうら かげとら）
- むらさき幼稚園 - なにわ小 - なにわ中 - 浪花一番星学園高校 - 近鉄（2000年 - 2004年） - オリックス（2005年 - 2006年） - 阪神（2007年 - 2008年） - ソフトバンク（2009年 - ）

安武とサチ子の長男。福岡ソフトバンクホークスの投手。左投左打。1981年12月17日生まれ（誕生日は安武と同じ）。その誕生から彼を主軸に据えたエピソードも多い。
誕生祝いに訪れた当時の阪神・小津正次郎社長（当時）、祖父・虎次郎の密約で左利きに育てられる（小津本人とキャッチボールをしたこともある）。
幼稚園時代から腕白そのもので、犬と喧嘩をしたこともある。卒園式では代表として挨拶をした。なにわ小学校からは最初、隣の校区の小学校に押し込もうと画策されたことがあるほどのやんちゃぶり。幼少期には安武の考えから、大阪から東京回りで新潟まで一人で旅行したこともある。
最初はサッカーに夢中という描写もあったのだが、父・安武に甲子園球場に高校野球観戦に連れられて行った際、開会式の入場行進を見て涙を流して以来、本格的に野球に目覚め、翌年の甲子園、更にそのすぐあとにボンと行った大阪スタヂアムの近鉄vsダイエー戦で野球への思いを更に募らせる。
小学校時代までは安武を「パパ」と呼んでいたが、1994年元日に「投げ初め・打ち初め」と称して安武と対決したことを機に、安武を「おやじ」と呼ぶようになる。
小学生時代から少年野球チームに加入し、上級生用のユニホームがピッタリなほどの規格外の体格で、試合で登板すれば、ノーヒットで抑えて当たり前というほどのずば抜けた野球の実力に加え、安武の息子という話題性から小中高と常に注目を浴び、なにわ中学校3年（1996年11月、当時14歳）時に父と同じ福岡ダイエーホークスからドラフト3位で指名される。野球選手としての実力が評価されたのは言うまでもないが、その時は自身は入団を熱望したものの、父からは反対された。そして父の練習（素振り）の様子を見て思い直し、その後「大虎」にダイエーへの入団挨拶に訪れた井口資仁のアドバイスなどもあり入団しなかった。
なお、中学校時代にカーブを習得している。これについては、当時西武への移籍が決まったばかりの橋本武広から教えを請おうとしたところ、橋本から中学3年まで待つように言われ、別の機会に大虎に来た西武の工藤公康からは「君の投げ方なら橋本のカーブより、自分のカーブの方が合っている」と言われており、その後、甲子園で高校野球の投手がカーブを投げるのを目の当たりにしたり、カーブを交えた投球術についてダイエーのスタッフから話を聞いたことから投球術としてカーブを投じる必要性を認識し、本を読んだのをきっかけに独力で（親友の栗田三吉の助力を仰ぎつつ）カーブを習得したという描写がされている。ただ、当初は速球に自信を持つあまり、カーブを投げることを良しとしない（カーブを投げると速球の威力が落ちるという）考え方だった。初めて投じたカーブは信じ難い曲がり方をした。以降この二種のボールのみで投球を続け（直球をコース別に投げ分ける技能も持ち合わせる）、プロ入り後にはフォークを習得している。大リーグのスカウト、マイケルに興味を持たれ、中学生当時に父・安武共々誘われたこともある。
その後地元大阪の一番星学園高校（後述の大山哲矢が監督）に入学し、野球に関しては当初まったくの無名高ながら春・夏の甲子園大会に5度出場して、2度優勝（2年時夏と3年時春）した。当初は哲矢から登板機会を敢えて与えられなかったが、その後機会を与えられ開花。更にその後は主将も務めるなど大活躍する。その頃になると子どもの頃のお山の大将的な性格は影を潜め、仲間を思いやれるような精神的な成長も見られるようになった（それこそが安武らが高校進学を勧めた理由でもある）。
高校卒業後、父とのプレーを望みダイエーへの入団を熱望するが、1999年のドラフトで5球団（阪神・中日・西武・近鉄、そしてダイエー）からの指名を受け、抽選によって大阪近鉄バファローズが指名権を獲得。当たりくじを引いた梨田監督の様子を見て感じ入り、すんなり入団を決断する。球団からは鈴木啓示の永久欠番である背番号1を与えられる。2000年に新人王を獲得。父からは放任教育だったが、プロ入り後の度重なる対戦によって打者としての父を知ることとなる。150km/hを超える剛速球と前述のカーブを武器に好成績をあげ、2000年に1年目で初出場したオールスターでは江夏豊以来となる9連続奪三振を達成している。その後、2003年のオールスターでも9連続三振を達成。2001年にはダイエー戦でノーヒットノーランを達成。この間には不調に陥り（同時に慢心や増長を戒める意味で）2軍行きを命じられたこともある。
2004年シーズンオフ、選手分配ドラフトでオリックス・バファローズに移籍。2005年にはソフトバンク戦（大阪ドーム）で日本球界史上最速の163km/hの剛速球を投げた。オリックスでの背番号は01。
2006年シーズンオフ、ランディ広岡とのトレードで阪神タイガースに移籍。阪神での背番号はオリックス時代と同様に01。
2008年シーズン前、婚約者の舞と結婚。オフにはFAを行使してシアトル・マリナーズへの移籍を固めていたが、父の現役続行を聞くと迷わず一転、ホークス入りを決めた。その直後に舞が第一子を出産、その時刻が日付も含めて「1」のゾロ目だったことからホークスでの背番号も01に決まった。
父・安武は名前は「上杉謙信の幼名からとった」としているが、正確には「景虎」は謙信の幼名ではなく将軍・足利義輝から「輝虎」の名を貰うまでの諱で、謙信の幼名は「虎千代」。上杉姓を名乗るまでの長尾景虎が正しい。
女性とは、舞と結婚するまでにさほど縁があったわけではなく、幼少期の宮本沙織（故人。後述）、プロ入り後の石井姉妹（後述）とのエピソードが少し描かれた程度であった。ただ、ガールフレンドがいなかったわけではないらしく、舞の写真を見せられた際には、「俺は（恋人を）選ぶ段階」と口にしたこともある。自動車の運転免許を所持しており、夏子を乗せて自家用車を運転する様子も描かれた。
基本的に大阪弁で話すが、まれに標準語（べらんめえ口調）が混じる。非常に男気にあふれた明るく直情的な性格で、父の安武は野球人として尊敬の対象であるとともに常に目の前に立ちふさがり、乗り越えるべき最強の好敵手でもあった。時折打者としての父を自分の理想に当てはめようとするあまり、その理想と合致しない行動を取る父・安武に不満を漏らすこともあった。同時にバッテリーを組んだこともある叔父の満のことも尊敬しており、その現役引退には理解を示した。
父の引退後もエース級投手としてソフトバンクを引っ張ってきたが、2012年シーズン中に肩を故障し、安武や満の薦めもあり、打者への転向を決断。翌2013年開幕から代打及び指名打者として一軍に定着している。
景浦 舞（かげうら まい）
景虎の妻。大手建設会社「秋葉建設」の社長・連太朗の孫娘。旧姓：秋葉。父母のうち、父・谷川愼は舞が幼い頃、舞を置いて出て行ったが、結婚に際して舞に手紙を託した。
基本的に丁寧な語調で話すが大阪弁も使えるため、「大虎」の常連客ともあっという間になじんだ。大会社の令嬢だが、気取ったところはなく親しみやすい性格。普段はおしとやかだが、酒が入るとやや大胆な性格になる。2008年11月、長男の小虎を出産。
秋葉 連太朗（あきば れんたろう）
舞の祖父。大手建設会社「秋葉建設」社長。娘の夫・谷川愼に社長を継がせるはずだったが、愼が出て行ってしまったため、舞の夫となる人物に期待しようとする。そのため、景虎にも同じことを期待するが、景虎の人柄に触れて考えを改めた。景虎に出会うまでは野球音痴で乗馬が趣味だったが、安武や景虎の試合を観戦したり、小虎が大きくなった時の為にキャッチボールの練習をするなど野球に興味を持つようになる。右目に眼帯をしている。ひ孫の小虎に甘い。
景浦 夏子（かげうら なつこ）
安武とサチ子の長女で景虎の妹。1984年8月12日生まれ。母親に似て美人。
中学2年の時、大阪の芸能プロダクションである淀プロダクションにスカウトされるが、スカウトマン・水上清は安武の娘とは知らずにスカウトしている。その後、プロダクション側も安武の娘だと知ることになるが、純粋に夏子と言う少女の才能に惚れ込む。その後、両親も娘の芸能界入りを快く認め、モデル等で活動。実は子どものころからその素地はあり、幼少期にひまわり娘なるものに選ばれ、写真家の浅井の手による写真が撮られて発表された。東京ドームの場内広告看板に顔が出たこともある。また、始球式で安武相手にボールを投じたこともあり、その際には安武が「俺、何『家庭的』やってるんだ?」とぼやいた。また、安武の3000試合出場の際には記念の花束のプレゼンターを務めたこともある。幼少期にピアノを習っていたことがあり、習字もうまい。一方で、6歳のころに野球（安武の試合）観戦に行った時、飛んできたファウルボールを飛びついて素手でキャッチしようとしたこともある。後年では新垣渚に惚れられたことがある。
高校3年になり、東京に出てタレントになるかそのまま淀プロに所属するか悩む事になるが、最終的には大阪に残り大学に進学しつつ、淀プロでタレントとして活動する事を決める。その後人気急上昇に伴い、大学卒業後は東京に転居することになった。その際、安武を含む一家総出でCM出演している。その後、芦沢孝介と結婚して引退、夫婦でたこ焼き屋「童」を営む。
芦沢 孝介（あしざわ こうすけ）
夏子の夫。初登場時24歳。その2年前に父親が他界し、大学卒業と同時に父親が経営していたたこ焼き屋「童」を継ぐ。夏子がふとしたことで来店したことで知り合う。母と二人暮らし。デートの回数は少ないが、夏子が「童」にしょっちゅう来店していた。
桂木 虎次郎（かつらぎ とらじろう）
サチ子の父。通天閣の見える大阪の下町「ほとけ横丁」で居酒屋「大虎」を営む。1925年12月14日生まれ。25巻第9章「立てば歩めの」では「虎之介」と名前を誤記されたことがある。
妻に先立たれ、男手ひとつで娘・サチ子を育て上げた。妻の死後、一時はあとを追って自殺を考えたこともあるが、思い止まる。生粋のタイガースファン（特に田淵幸一ファン）で、試合の勝敗によってメニューの割引が行われる。大虎の常連となった安武を気に入り、安武とサチ子の仲が進展するようにさまざまな策を練っていた。安武のことを独身の時は「あぶ」と呼び、サチ子と結婚してからは「ムコ殿」と呼んでいる（ただし、安武が実際に桂木家に婿入りしたわけではない）。逆に安武からは独身時代は「おやじさん」「おじさん」、サチ子との結婚後は「お義父さん」などと呼ばれる。
安武のことはサチ子との結婚前から、単なる飲み屋の店主と常連との関係以上に息子同然に気にかけてきている。安武が初の三冠王になろうかという時期には、高槻にある父親の墓所に参ったり、果ては倉敷まで出向いて「三冠」という銘柄の酒を手に入れてきたりして、檄を飛ばすなどしている。安武もまたそうした虎次郎の気遣いを有り難く思っており、サチ子と結婚した際に越したマンションに虎次郎の部屋を確保したり、一度出て行ってしまったお千代さん（佐山千代。後述）を説得して連れ戻したりしている。
景虎が産まれてからは孫バカで、一時近鉄・オリックスファンにもなっていた。以前は田淵幸一が西武へトレードされた際に餞別として彼自身から贈られたタイガースのユニフォームをよく着ていた（田淵の来店時などに何故か着込んでいることがあった）。また、店内の壁には田淵にサインを大書してもらったこともある。
安武が石井早希によってファッションモデルとして雑誌に掲載されたあと、自分も新たな気分になるべく店を大改装（1987年開幕時）。キャバレーのような電飾看板を取り付ける。自身もサングラスにオーバーオールというナウい出で立ちになり、周りを仰天させた。現在は景虎と同じ球団（近鉄・オリックス・阪神・ソフトバンク）のユニフォームを着ていることが多い。一方、夏子の誕生に際しては、「虎子」や「鷹子」など5通りの名前候補を考えていた。
1985年の阪神優勝を機に店の名を「大虎」から「大鷹」に変えようとするが、阪神タイガース・小津前球団社長（当時）の説得で思い止まる。小津とはほかにも景虎を左利きに育てるよう約束するなどしている。
長らく亡くなった前妻一筋だったが、サチ子が連れてきたお千代さんに一目惚れしており、観劇や果てはハワイ旅行までするほどの仲となる。お千代さんが一度帰ってしまった時には、目も当てられないほど落ち込んでいたことがある。

### 新潟の景浦家・小林家
景浦 安造（かげうら やすぞう）
安武の実の父。魚河岸で働いていた。安武は下戸と聞いていたが実は大酒豪（その酒豪ぶりは友人・半兵衛の口から語られる）で、安武誕生と共にきっぱり断酒した。安武が子どもの頃病気に罹った時には、3人の医者を連れてきて誰が一番先にその病気を治せるか競わせようとしたこともあるほど、安武を可愛がる父親の側面も持っていた。1952年没。
小林 花子（こばやし はなこ）
安武の実の母。生年月日不詳。新潟県新潟市中央区学校裏町在住。魚河岸で働いていた。結婚前は呉服問屋の一人娘だった。
「女うわばみ」と異名を取り、息子である安武にも勝るとも劣らない酒豪。安造と死別後、満の父と再婚。連れ子の満を実子と同じ深い愛情を注いでいる。むしろ、野球の勝負については安武に厳しく満に甘く、安武が勝つと怒るほど。なお再婚に際しては「（安武が帰郷しやすい様に）自分の住んでいた家で暮らすこと」を条件にしている。1974年夏、藤井寺球場で行われた高校軟式野球の全国大会に出場した満の応援で来阪。その夜に「大虎」を訪れ安武を取り巻く温かな環境を知り、安心して夜行寝台特急・つるぎに乗る。そのときは虎次郎もサチ子も安武の実母だとは全く気が付かなかった。1978年の自主トレの際はトラックで中百舌鳥に乗りつけ、鰤を土産に広瀬監督らに挨拶している。
但し、満が甲子園初戦でサヨナラ負けしたことが描かれている回の最後のコマで身分を明かしていないという設定にもかかわらず、「大虎」で「終わったんじゃのお、満の夏も」と身内そのものの発言をしている。
基本的に鷹揚で大らかな女性だが、安武が野花食品野球部を退部して帰郷してきた時には、心を鬼にして有無を言わせず追い返す非情さも見せている。一方、西武時代の満が頭部に死球を受けた時には、即見舞いに飛び出していったこともある。真田母子との同居もすんなり引き受けるなど度量も大きい。
安武の引退にあたっては最後に着用していたユニホームをそのままプレゼントされ、感謝の言葉を受けた。2000年の開幕時に安武から小林共々試合に招待されていた（その試合は安武の3000試合出場試合でもあった）が、病気で倒れて入院したため観戦はかなわなかった（景虎は見舞いに訪れたが、安武はそのまま試合に出た）。その後、程なく回復。
新潟開催の試合は足繁く観に行っていたほか、神宮・東京ドームなどで安武や満のプロ入り後の試合を観戦したことがある。
小林（こばやし）
花子の夫であり満の実父。下の名前は不詳。年齢は不詳だが、1984年の定年退職直後の時点で自分の人生について「もっと中身のある32年を過ごせたんじゃないかと後悔している」という台詞がある。
下戸で温厚な紳士。勤務先は「朱鷺」を製造する酒造会社。趣味は将棋で、大山名人署名入りの駒が自慢。安武とも実の親子同様に心が通じ合っている。定年退職後は書道教室を開き、少しずつ酒も飲めるようになる。宛名書きのアルバイトをしたことがある。
花子との再婚に応じたきっかけとして、安武の存在があったことを明かしている。花子について試合を観に行くことも多い。満の現役引退の際は、その意思をいち早く察知した。
小林 満（こばやし みつる）
- 日本ハム（1977年 - 1980年） - 南海（1981年 - 1984年） - ヤクルト（1985年 - 1989年） - 西武（1990年 - 1997年） - ダイエー（1998年） - 阪神（1999年 - 2000年） - 近鉄（2001年）

安武の義理の弟（父・小林の連れ子）。プロ野球選手→中学校教諭。1958年度生まれ。
1973年暮れに安武と初対面。翌年に軟式野球の全国大会に出場するも1回戦負け。1976年、監督以下チームメイト等の説得で軟式野球から硬式に転向、強肩強打の外野手として甲子園出場を果たす。甲子園では初戦、最終回無死満塁のピンチにリリーフに立つも大暴投でサヨナラ負け。
しかし、その肩の地力を日本ハムファイターズの瓜生スカウトに見抜かれ、投手としてドラフト4位指名で入団。背番号は「景浦安武（90番）を超える」という意味から当時の大沢啓二監督の一言で「91」番となる（小林本人は「89」番を所望した）。ちなみにノンプロ新潟水産に就職が内定していた。1977年のオープン戦、安武との初対決では死球を与え、安武が担ぎ込まれた病院に見舞いに行きかけるが、直前で引き返した。
南海の野村選手兼任監督（当時）は「越後の新米」と絶妙のあだ名をつける。同年は2軍で鍛え、1軍デビューは翌1978年、安武を三振に討ち取り、大沢監督は「これぞ火の玉投手でぇ!」と誇らしげに哄笑する。翌1979年、近鉄戦で連続スクイズによるサヨナラ負けを喫するが、対戦した佐々木恭介も栗橋茂もバットを折られた挙句の苦し紛れのスリーバントだった。
ただ、プロ入り当初はプロ野球選手としての自覚に欠ける部分があり、そのことを安武に看破され、言葉でなく行動で猛叱咤を受けたため、心機一転の意味も込めて丸坊主にしたこともある。また、若い頃は少々血気にはやる部分のある性格だった（後述の、肩の故障で投手を断念せざるを得なくなった時など）。
1981年、俵星外野手とのトレードで南海ホークスに移籍。背番号は日本ハム時代と同じ「91」。
同年、阪急戦に松本幸行と投げ合い、1-0で勝利。その試合で和子にほのかな恋心が芽生えた。また景虎と夏子の子守をするシーンも多く見られた。この頃には自動車の免許を取得していたらしく、枡幸から借りた軽トラックを運転して引っ越しの荷物を運ぶ描写がされたことがある。
プロ7年目の1983年、キャンプ途中で肩を痛め、野手に転向。当初は荒れ狂って、見かねた虎次郎や山田屋から叱責されるも、「なにわ荘」自室にあった安武のバットを手にして思い直し、必死のリハビリと努力の末、義兄・安武とともに打者として活躍する。安武がやるような酒しぶきを披露したこともある。
プロ9年目の1985年、ヤクルトスワローズに移籍（その直前には、プロゴルファーへの転身も真剣に考えていた）。背番号は当初日本ハム・南海時代と同じ「91」だったが、その後当時の空き番号「2」に変更している。当時の水島作品である『虹を呼ぶ男』ではヤクルトが舞台なため、台詞こそないが後ろ姿で登場している。
1989年には倉田洋子と結婚（後に西武への金銭トレードの際に離婚するが、その後復縁して一児をもうける）。
この頃三塁手にコンバートされたことがあり、長嶋一茂やデシンセイらとレギュラーの座を争っているといった話はあったが、三塁手としてのプレー描写はほとんどされなかった。また、「大虎」に長嶋一茂やボブ・ホーナーを連れてきたことがある。ライオンズ移籍後は外野手に戻っている。
ホークスでの打者転向以来、スワローズ、ライオンズ（背番号「0」→「00」）と主に代打として活躍してきたが、西武ライオンズ時代の1995年、プロ19年目・37歳でオリックスのイチローと同率首位打者に輝き、かなりの遠回り・遅咲きではあるが外野（主に左翼手）のレギュラーを獲得する。この際、片平晋作コーチとの共同作業により一本足打法を習得しているほか、石毛宏典らの助言で長打を捨てセンター返しを狙う打撃スタイルに変えた。それらのことが首位打者獲得の一因とも言える。また、そのスタイルの徹底ぶりから、ダイエーの根本陸夫監督に専用シフトを作らせるまでに至った。
その後、1997年オフにFA宣言して、福岡ダイエーホークスに移籍。背番号は「93」。1998年の1年間だけ再び安武と兄弟でプレーし、一時は引退を決意するが、当時の阪神タイガース・野村克也監督の誘いで捕手として阪神に入団（背番号「92」）。その後、現役最晩年には大阪近鉄バファローズに移籍し、甥の景虎とバッテリーを組んだ（背番号は同じく「02」）。
2001年オフに現役引退。引退後は監督に就任した元同僚・石毛宏典の引きでオリックス・ブルーウェーブにコーチとして入団。石毛解任後も残り、球団合併後もオリックス・バファローズでコーチを勤めていた。
投手（1977年～1982年）としての6年間は素質の割にはさほど華々しい実績はなく、打者転向後（1983年～2001年）も前半の10年近くを控えの外野手・内野手・代打として数球団を渡り歩きながら、後年は首位打者や遅咲きのレギュラーを獲得したり最晩年は捕手に転向して甥の景虎とバッテリーを組むなど、苦労しながらもコツコツと野球を続けて44歳で引退するまでのべ7球団（その間、安武と2回チームメイトになっている）、複数のポジション・打順を渡り歩きながら、首位打者のタイトルを獲得するまでになり、合計26年間に及ぶ現役生活を勤め上げた。同時に、年齢を経るごとに精神的な落ち着きや洞察力、更には思考の柔軟性も出てきた。そのことが景虎の選手生活の選択にも影響を与えることとなる。
退団後、中学校の教員免許を取得し、教職の道に進む。岐阜県在住の後、2012年、春野和子の長男、安武の通う中百舌鳥北中学校に赴任し、野球部の監督に就任した。その後は「大虎」の常連客ともなっている。
後述の大山哲矢からライバル視されていた時期がある。憧れの人物でもあった安武には当初は基本的に「です・ます」調で話していたが、加齢と共にフランクな口調も使うようになった。女性とは、目立った関係は描かれず、新潟の同級生、カコ、そして倉田洋子との交流があった程度。交際までしたのは洋子のみ。
倉田 洋子（くらた ひろこ）
満の妻。倉田は旧姓。満のヤクルト在籍時に婚約者として「酒の店」で安武と店主・鈴木（その際、鈴木に仲人を依頼しようとした）に引き合わせた。その後結婚。父親はその時点でも反対していたが、披露宴の最中に夏子のとった行動によって心がほぐれ、結婚を認めた。満を見初めたのは巨人戦で一生懸命にプレーをする姿をたまたま目撃したことがきっかけ。
しかし、西武移籍を巡って対立し一度は離婚。だがその後、東京ドームでのオールスター戦を観戦した際に小林夫妻と再会。溌剌としたプレーを見せる満の姿を見て、自分の判断が間違っていたと小林夫妻に告白。更にその試合後に安武や満と再会したことをきっかけに満と復縁した。復縁後に子ども（長男・真）を授かった。

## 大虎周辺の人々
春野 和子（はるの かずこ）
旧姓：山田。通称「カコ」。1966年9月2日生まれ。安武が独身時代に住んでいたアパート「なにわ荘」の隣室に住む小学生として登場。「がめつい奴」の登場人物「テコ」の影響と思われるキャラクター。
父はおらず母子2人で暮らしていた（母親はデパートの外商部などに勤務）。幼少時は安武の婚約者を自認し、サチ子にライバル意識を燃やす。ことあるごとに「やすたけェ!」と絶叫していたが、成長するにつれて安武のことを「あぶさん」と呼ぶようになる。その後も父、兄として慕ってきた。普段留守がちな安武の部屋を自室としてつかう許可を安武からもらい、猛勉強の末に大阪大学法学部に合格。司法試験にも1浪の末に合格（浪人が決まった際は「大虎」でアルバイトをしながら勉強した）し弁護士として活躍中。安武を諦めたあとは、義弟の小林満にほのかな思いを寄せる描写（離婚して独身に戻っていた満に手紙を書いたこともある）や、社会人ラグビー選手の会社員と交際する展開もあった（山田小太郎。後述）が、最終的に新幹線の中で偶然知り合った会社員の春野一（モデルは芸人の「春一番」。後述）と結婚し、長男「安武」を出産。結婚後は「なにわ荘」から程近いマンションに一や母と同居している。安武からは何かあるたびにお祝いのホームランを打ってもらっている。
この他、当時近鉄バファローズに在籍していた実在の選手・石井浩郎に思いを寄せられたことがある。石井とはデートを重ね、プロポーズされるところまで行ったが、最終的にカコはプロポーズを受けなかった。
比較的度胸があり、例として1981年5月の南海対阪急戦（大阪スタヂアム）で始球式を務めるはずだった哲矢が緊張から登板出来ず、その代役としてカコが登板したことがある。中学時代には野球部マネージャーも務め、その部員と大喧嘩したこともある。
大山 哲矢（おおやま てつや）
和子の幼馴染。アマチュア野球の選手を経て高校野球指導者。
高校時代大阪大会決勝に出場したが、あと1アウトで甲子園出場が決まる場面で平凡なライトフライを落球しサヨナラ負け。その後、ドラフト会議での指名を待ったが何処も指名する球団はなく、唯一来た南海からのドラフト外で獲得したいという話を断り、近畿大学からNTT関西で活躍後、試合中の溌剌とした個性を買われて一番星学園高校監督となり景虎などを指導し甲子園優勝監督となる。
高校2年生時は控えであったが3年生時には4番、右翼手として大阪大会決勝では逆転3ランホームランも打っている。ただ、前述の通りその試合の9回裏2アウトの場面でライトフライを落球してしまい、それが原因でサヨナラ負けし、甲子園出場は逃した。そのことに腹を立てて無気力状態になり、ついには自分のバットやグラブを燃やしてしまったが、それを夏子を出産する前のサチ子に見咎められ、安武の野球人生を聞かされたことで、再び野球への情熱を取り戻す。これが後に哲矢の進路にも大きな影響を与える。
幼馴染の和子に（特に思春期の頃は）思いを寄せている節があった。また、小林満に（恋の、あるいは野球でも）ライバル心のようなものを抱き、満に対して反抗的な態度をとっていた時期もあったが、年齢を重ねると共にそうした面はなくなっていき、満の婚約は（結果的に失恋したカコを気遣いながらも）祝福している。その節々で野球を明朗にプレーする鼻っ柱の強いキャラクターとして描かれる。
意外と上がり症の面があったようで、1981年5月の大阪スタヂアムでの南海対阪急戦で始球式に選ばれた（その日は偶然にも、小林満が登板する日でもあった）ものの、大阪スタヂアムに行く前から緊張を隠せず、球場を埋め尽くした大観衆とフィールド上の選手たちの雰囲気に呑まれて、ついには嘔吐してしまい、大役を果たすことはできなかった。ちなみに前述のようにこの代役はカコが務めている。幼少時（初登場時）に日生球場にカコと一緒に行き、安武の好プレーをアシストして褒められている。
後に「大虎」の常連にもなっている。
羽田 恭介（はた きょうすけ）
和子、哲矢を浪花中学1年のときに担任した新米の国語教師。同校野球部で監督も務める。教育熱心な生徒思いだが、こと野球となると人が変わるほどの強烈な近鉄ファン。和子の親代わりとして家庭訪問で景浦と初対面するが、最初は「南海の景浦」とは気付いていなかった。名前は当時近鉄の選手であった羽田と佐々木から。特徴的な牛顔。その後もかなり長い間、「大虎」常連となっていた。
枡幸 久太郎（ますこう きゅうたろう）
「大虎」の常連。1976年のシーズン中に安武が偶然訪れた酒屋「枡幸」の一人息子（酒屋のボン）。通称「ボン」。たまたま持ち合わせが無かった安武に「これを呑んだら許したる」とめちゃくちゃなカクテルを作って強引に飲ませる。その日の日本ハム戦でふらつく体で代打に立ち、高橋一三のインコースがかすってサヨナラ死球となる。以来、「大虎」の常連になる。憎まれ口をたたくことも多い。その風体から、「大虎」に来店した大沢啓二日本ハム監督（当時）から「カッパ」呼ばわりされたことがある。
当初は野球の知識が全くなく、安武の存在も知らないという設定だった。想いを寄せる女性の気を惹くためにオールスターファン投票で安武を出場させようと多くの葉書投票を行ったが、名前を書き忘れるなどのミスをし無効になるなどのエピソードがある。しかし、その後高校時代には補欠ながら野球部員として3年間を過ごしたという設定が登場。この設定によって彼の人生に大きく絡んでくるのが、後述の大村厚志であり、その妻だった上原清子である。高校最後の紅白戦で代打に出されるシーンでバッターボックスの中で「あぶさんや」とつぶやいており、少なくとも高校3年時には安武を知っていたことになる。年齢については、1985年12月の時点で28歳と本人が述べている（単行本34巻第7章）。このため、前述の出会いは彼が19～20歳頃の話ということになるが、安武が1989年1月の時点で「こいつ（ボン）と出会って16年」と述べている（単行本42巻第5章）ため、その台詞に沿うと安武が南海に入団した1973年頃には、既に出会っていることになる。
長らく独身だったが、1982年に旧友・大村厚志の前妻だった上原清子と結婚（安武とサチ子が仲人をしている）し、その際に、大村と清子の間にできた長男・拓巳を一緒に引き取って育てることにした。その後長女・秋子も授かっている。拓巳は成年して店の手伝いをする様になった。また、清子の前夫・大村の母親（つまり、清子にとっては元姑）の死に際しては、清子が葬儀への参列を頑なに拒否する中、自身は安武からの助言もあり、拓巳を連れて通夜に出向いている。拓巳はなさぬ仲の子であるが、実子の秋子と何ら分け隔てなく育てている。清子と結婚する前に幾度も見合いをしており、一度は破談のショックで大荒れしたことがある（相手は経営不振で一度は閉店した飲み屋の娘であり、その飲み屋は枡幸の援助で再開したばかりだった）が、清子と結婚したいがために自分から敢えて破談に仕向けたこともあるという。
前述のように憎まれ口を多くたたき、どちらかと言えば口は悪い方だが、根は人一倍の優しさを持ち、実は意外と涙もろい面を持つ。安武の福岡転居の際に、組合の寄り合いと称して福岡までついていったことがあり、安武もそれを意気に感じて逆に大阪までついていった。宴会など座の盛り上げ役を買って出ることもある。また、2004年のプロ野球再編騒動などで大胆な意見を述べたこともある。
一時、父親と同じスキンヘッドにしていた時期がある（しかし、途中からカツラを被った）。
山田屋（やまだや）
「大虎」の常連。名は不明。弁当屋。『野球狂の詩』に登場する阪神タイガースの投手・力道玄馬（架空の人物）によく似た風貌をしている。チームでは阪急ブレーブスの大ファンだったが、オリックスブレーブス誕生と同時にホークスのファンになった。町内対抗草野球にも主力選手として出場しているらしい（とある試合で凡ミスを連発した大村小吉を試合後の大虎で怒鳴りつけたことがある）。
なお、この人物とは別に、安武が現役当時（南海時代）に出演したコマーシャルのカップ麺を製造するメーカーの名前が「山田屋食品」であり、その社長が単発的に登場したこともある（もちろん弁当屋とは別人）。
中島 潔（なかしま きよし）
実在の人物。有名画家である。
作中では自身の個展を観に来た景虎の姿に強烈なインスピレーションを覚え、そのまま「大虎」まで尾行。その後違和感なく常連となる。東京の百貨店で行われた展覧会に虎次郎・ボン・山田屋を招待したこともあり、来場した著名人らと親しく話す中島の姿を見て、虎次郎たちが驚く様子も描かれた。
大虎メンバーからは「先生」と呼ばれている。トレードマークは「ダイエーのウインドブレーカー」で、ソフトバンクになってもダイエーのものをそのまま着用。
佐山 千代（さやま ちよ）
通称「お千代さん」。息子夫婦と暮らしていたが、嫁・みどりとの関係がうまくいかずに悩んでいたところ、サチ子に連れられて「大虎」にやってくることに。その後、息子が連れ戻しに来たが虎次郎が拒絶。景浦家に景虎や夏子の世話をするということで同居させてもらうことに。虎次郎がお千代さんに一目惚れしてしまったことも大きいようだ。
しかし、息子夫婦に子どもができたことからまた家に帰る。嫁との関係は修復されたかに見えたが、ある日、安武が慰問に訪れた養老院で入居者として出くわし（千代は「自分の希望で入った」と説明していたが、直後の心中や息子夫婦の様子を見ると「嫁に邪険にされて追い出された」ことが暗に描写されている）、安武の説得もあって再度戻ってきた。虎次郎にとっては老いらくの恋人であり、景浦家にとっては良きお婆ちゃんといったところ。
伝六（でんろく）
口ひげとハンチング、蝶ネクタイ、それに「～のために乾杯」という口癖がトレードマークの中年男性。通称「のための伝六」というひねくれた南海ファン。ある夜、「大虎」に現れて居合わせた藤本修二とその年間成績を巡ってとんでもない賭けをする。発奮した藤本が好成績を挙げたため、結果的に伝六は賭けに負けた。その賭けの後も大虎に来店して常連たちに混じって飲んでいる描写があったり、大阪スタヂアムに来場して南海側の内野スタンドにいる描写があったりした。
大淀（おおよど）
夏子が所属することになる大阪の芸能プロダクション「淀プロダクション」の社長。会社の経営が自宅を売りに出さなければならないほど傾いていた頃、社員の水上清が夏子を安武の娘だとは知らずにスカウトしたのだが、父親である安武の人柄に接するうちに心酔し、また夏子の才能にも惚れ込んだため、夏子の面倒を見ようと奔走する。夏子の大学進学の際も彼女の意思を尊重する度量の大きさを見せる。登場から程なくして「大虎」の常連になり、夏子がモデルを引退して結婚しても、引き続き大虎とのつきあいを継続しており、常連であり続けている。近鉄ファンだった。
支店長（してんちょう）
氏名不詳。東京大学を1年で中退後、入り直した大阪大学を卒業し、住江物産という一流会社のエリートサラリーマンだったこの人物は、ある日突然「大虎」で働きたいと押し掛けてきて（そのために職も捨ててきた）、虎次郎を困らせる。しかし、安武の計らいから支店（屋台）を持たせてもらえることになった。以後しばらくセミレギュラー的に登場していたが、いつの間にか出番が消失してしまった。
春野 一（はるの はじめ）
和子の夫。和子とは1997年のある日、福岡から大阪方面に向かう新幹線の車中で出会う。その時に一と和子はお互いに一目惚れしていたようである。和子の母親に何くれなく世話を焼くうちに親密になっていき、同年12月31日の夜、和子から「大虎」でプロポーズされ、これを受諾する。翌年1月に結婚。泣き上戸。和子との間に長男・安武がいる。結婚直後に、新居としてボンの仲介で格安の分譲マンション（曰く付きの物件）を買っている。
名前の由来は前述の通り、芸人「春一番」から。

## 野球選手・関係者
「あぶさん」には実在選手の他に、安武・満・景虎以外の架空の野球選手も多く登場する。

### プロ野球選手
大伴 旭（おおとも あきら）
1973年にドラフト1位で南海ホークスに入団した、六大学出身のスラッガー内野手。作品第1回の1コマめ（電車の中吊り広告）に登場。一時は安武の在籍した北大阪電機への就職が内定していたが、岩田スカウトの辛口の説得で入団。しかし目を傷め（左目の色素変性症。ナイトゲームで更に悪化させ、左目の視力を失うまで進行した）シーズン半ばで現役を断念、引退した。プレーオフ前に「大虎」に現れ、麻衣子との別れで悩む安武と再会。踏ん切りのついた晴れ晴れとした笑顔で店を後にする。背番号は26。
阿蘇 三郎（あそ さぶろう）
テスト生から入団（熊本二高卒）した南海の捕手。酒好きながら、当時の野村監督の方針により22歳までは飲酒出来なかったことから二軍暮らしを余儀なくされた。そんな時、一軍昇格のチャンスをつかむものの、直後に訪れた自身の22歳の誕生日に、一緒に飲んだ安武とのあまりの違い（自身は二日酔いでスタンド観戦、安武はサヨナラヒットを打つ）に愕然とする。背番号89。
荻野 征男（おぎの まさお）
元南海の外野手。1943年度生まれ。背番号80。長年2軍暮らしだったが、「太陽の申し子」と言われるほどのスタミナの持ち主で、コーチも「あいつには勝てん」と弱音を吐いたほど。安武が2軍に落ちて間もなく1軍入り。1軍入りの夜、妻が交通事故に遭ったが、安武の輸血で助かる。1973年のシーズン限りで戦力外となり、引退試合となった、翌1974年の故郷である田辺市立市民球場での大洋ホエールズとのオープン戦では野村の配慮で江本が先発、9回表にレフトの守りにつく。最後の勝利の捕球は荻野が捕ったレフトフライだったが野村監督は「荻！バックホームや」とミットを構え、荻野は野村のミットにレフトからストライクの強肩を叩きこむ。80番を譲られた高畠康真コーチは、80番が2人ベンチに居る事を避けようと、ウインドブレーカーを着用する心遣いを見せた。
引退後は故郷の和歌山県田辺市で父親の「日本一まずいラーメン店・じゃん軒」を後継。現役時代に打った2本のホームランボールを漬けた「二球酒」を秘蔵する。子沢山。
俵星 玄之介（たわらぼし げんのすけ）
1979年、誤解が誤解を生んで南海ホークスに入団した外野手。背番号89。広瀬監督は代表の、代表は広瀬監督の紹介と思い込んでいた。デビューは横浜大洋ホエールズとのオープン戦で、カルロス・メイから17番のユニフォームを借りた。斉藤明雄から三振するも飛んだバットがスタンド入りし、観衆の度肝を抜く。
年齢は20歳。成人の祝いに晴れて「大虎」で祝杯を上げようとするも景浦から「ホークスでは22歳まで酒は禁止」と指摘され、仕方なくオレンジジュースを「みかん酒」と称して飲みまくった。
1980年暮れ、小林満とのトレードで日本ハムに移籍。以後の消息不明。名前の由来は「忠臣蔵」に登場する架空の人物「俵星玄蕃」から。
山岡 明男（やまおか あきお）
読売ジャイアンツの投手。1980年初頭から安武のトレード相手候補として「スポーツN1」紙のみがぶち上げる形で浮上した。1979年に二軍で12勝している。身重の妻は大阪出身で、その意味からも妻の実家はトレード成立を願っていたが、南海側に獲得の意思はあっても、安武とのトレードを受け入れる意思まではなかったため不成立。また、1980年のオープン戦で安武と直接対決（定岡正二をリリーフしての登板）して本塁打を打たれたため、その時点での一軍昇格もつかめなかった。以後の消息不明。背番号86。
大楽 太陽（だいらく たいよう）
ロッテオリオンズの安武専用ワンポイント投手。1973年、安武と同期で同じくドラフト外から近鉄に入団した縁があり、何かと景浦をライバル視していた。
腱鞘炎を患ったため2軍に低迷し1984年に一度は引退を決意するが、2軍戦で（大楽がライバル視していたことから引退の花道として出場した。仲根政裕の計らいであった）安武の物干し竿をへし折ったことで自信を得、ロッテに売り込み入団した。ロッテでの初対戦時はショートバウンドの明らかなボールを投じたにもかかわらず本塁打を喰らうが、同年最終戦まで本塁打王を争っていた景浦の最後の壁となり、落合博満（当時ロッテ）の三冠王獲得をサポートした。安武との対戦成績が100打数20安打（打率2割）になった時点で引退を決意して打撃投手への転身を有藤通世監督に申し出ている。その後に「おれ（有藤）とおまえ（大楽）の引退試合」と称して101打席目の対戦まで描かれたが、投球直前のシーンで終わっているためその結果は不明。よって通算成績も不明。背番号は近鉄時代は89、ロッテ時代は89→86。
2009年のシーズンオフに引退した景浦とまさかの再会。「大楽三振四つ見逃し三つ」というお好み焼き屋の主人になっていた。満塁フルカウントであぶに投じた絶好球をボールとジャッジされた悔しさがわだかまりとなって酒乱と化していた。あぶの温情ジャッジによって立ち直る。
芦川 誠（あしかわ まこと）
近鉄バファローズの投手。背番号29。1985年のドラフト外で入団。同期のドラフト1位組みである清原和博に執念を燃やす。
12勝の好成績を引っ提げて1986年シーズン終盤に南海との初対戦を迎え、得意のシュートで安武のバットを折ってピッチャーゴロに仕留めるがその一球で右肘を故障。以後の消息不明。
同じ水島作品『虹を呼ぶ男』に、ヤクルトの内野手として同姓同名の選手が登場するが、関係は不明。
ランディ広岡（らんでぃ ひろおか）
2006年オフ、景虎との緊急トレードで阪神タイガースからオリックス・バファローズへ移籍した選手。近年では珍しい主砲とエースの大型トレードとして新聞の一面を賑わした。
国籍も含め経歴や成績は一切不明。2007年のオープン戦では、阪神の安藤優也から本塁打を放っている。背番号は阪神時代が07、オリックス時代は100。
島本 英夫（しまもと ひでお）
福岡ダイエーホークス投手。しかし、これという実績を残すことが出来ず、打撃投手に転身。だが、現役選手としての実績を残せなかったことを悔いていたある日、オールスター戦で安武からホームラン競争用の投手として指名される。そこで真剣勝負の結果、安武を完璧に抑えて現役への未練を断ち切っている。打撃投手としての背番号は100。
平山 光平（ひらやま こうへい）
福岡ダイエーホークスの外野手。光平の父親が南海時代からの安武の大ファンで、息子に同じチームで野球をさせたいと願い、南海と安武を追いかけていた。その後、正式にダイエーの入団テストを受験し、合格。ドラフト8位指名された。安武を尊敬し、いろいろと真似ようとする。しばらくは外野手としての活躍が中心だったが、後に安武との会話及び星野伸之の投球を見たことがきっかけで投手への転向を匂わせる描写があった（そのため自分から進んで2軍に行き練習をした）。背番号は0→62。安武が椎間板ヘルニアに苦しんだシーズンの終了後に、当時オリックスコーチの山田久志を発起人として催された安武を囲むパーティーにも同行させてもらうほど安武から可愛がられていた。
梅桜 風太郎（うめざくら ふうたろう）
ソフトバンクの外野手。2007年に入団。背番号93→09。大虎の近所に実家があり、祖父がよく大虎に訪れる。初登場時は高校野球の選手で、伝令役をやっていたが、甲子園でのある試合で代打に起用されホームランを打っている。
安武に二代目の物干し竿打者となるようアドバイスされる。2008年に一軍初昇格し、見事逆転本塁打を放つ。その後、打撃不振となり、安武と景虎の勧めで、物干し竿を封印し、普通のバットを使用している。スキンヘッド。
宮坂 三郎（みやさか さぶろう）
ソフトバンクのベテラン選手。2011年に初登場。プロ入りは1997年で、2006年にトレードでソフトバンクに移籍。2012年途中、横浜DeNAベイスターズに再移籍した。

### アマチュア選手

#### 安武・満と交流がある選手
大松 五郎（だいまつ ごろう）
ノンプロ新潟水産の捕手。右投げ左打ち。伊達の仲介で安武を紹介され、南海ホークスの入団テストを受ける。最後まで残ったもののかつて傷めた肩をかばって大きくテークバックするスローイングを野村監督に見抜かれ、不合格。その後はノンプロで野球を楽しむ。後に小林満がプロ入りする際にも新潟水産の先輩として激励している。
鬼山（きやま）
会社の2代目、草野球のエース。阪神の入団テストに落ちて「大虎」に来店。安武が南海の選手であることを信じようとせず「蔭山に杉浦を合わせたんか?」などとからかい、散々からんだ挙句の果てに開幕二軍スタートとなった安武に対して「月給泥棒」と捨て台詞をはいて勘定し「大虎」を出入り禁止になる。
翌日、草野球をしていて、あと一名で完全試合達成という鬼山の前に朝7時まで飲酒の安武が酩酊状態で現われ、これに鬼山は激怒。しかし安武は「俺は一斗を超えない限りは平常（しらふ）だぜ」と打席に立ち、とてつもない本塁打（飛距離200m以上）を放つ。呆然とする鬼山に安武は「一度中モズ（中百舌鳥）へ来てみな。そしたら二度と口にできねぇぜ。月給泥棒などとはな」と言い残して去る。その後姿を呆然と見送る鬼山は思わず「酒仙打者」とつぶやく。以後登場せず。
熊島 彰（くましま あきら）
通称「クマ」。浪花中学校野球部員。ワンマンな性格でチームプレーができずにいた（それが原因でマネージャーのカコとも大喧嘩をした）が、安武が三年生送別試合の監督を務めた際に、敢えてベンチに置き、終盤に代打として起用することで、チームプレーと信頼の大切さとを教え込む。
トナカイ（となかい）
氏名不詳。安武のように代打専門なら通用すると考え、プロの入団テストを受けたいと安武に直訴しに来た30代半ばの男。それまで他の球団のテストもいくつか受けてきたが、恰幅の良い体格のため50メートル走の時点でことごとく落とされてきたという。だが、安武にはにべもなく断られる。その後、一人で練習していたところに安武がピッチングマシンと共に現れ、一緒に打撃練習をするが、その際の安武の様子を見て基礎体力の違いに愕然とし、プロの夢を諦める。
君島 圭太（きみじま けいた）
青芝鋼管に所属するノンプロの選手。左打ちの強打者で岩田鉄五郎によれば安武そっくりのフォームをしているとのこと。しかし、安武同様に大酒飲みだともいう。期待していたドラフト指名にかからず荒れていたが、岩田の独断でテストを受けさせてもらえることになった。しかし、そのテストの場で自身の至らなさを思い知るところとなり、プロ入りを断念する。
丸橋（まるはし）
北大阪電機野球部選手。酒好きで別名「選酒会長」。所属する野球部の休部による活動停止を前に「大虎」を訪れ、安武から物干し竿を譲ってもらう。
立花 武（たちばな たけし）
高校野球の選手。埼玉県代表の大和高校の投手で、甲子園（春の選抜）に出場して初試合でいきなりノーヒットノーランを達成してみせた。母のルミ子（旧姓：高橋）が安武の同級生で、母と共に「大虎」を訪れ、物干し竿を1本譲ってもらう。プロ志望ではなく、東大入学を目指している。野球をプレーする際はコンタクトをつけ、それ以外はメガネを着用する。
江坂 俊介（えさか しゅんすけ）
新潟朱鷺学園高校のエース。「越後の怪腕」。小学生の頃から岩田が目をかけていた選手。2008年夏の甲子園での試合を、久しぶりに再会した安武と岩田が観戦した。
2008年にビジネスジャンプに掲載された読み切り作品『くそ暑い夏』の登場人物である。

#### 景虎・夏子と交流がある選手
栗田 三吉（くりた さんきち）
ニックネームは「どんぐり」。景虎の同級生でなにわ中学～浪花一番星高と景虎と進路を共にする盟友と言っても良い関係の大親友。景虎と息の合ったバッテリーを組む捕手として近鉄入団までの良き相棒を務めた。景虎のカーブの練習を共にしたこともある。景虎にとっては『男どアホウ甲子園』の岩風五郎のような人物（それを彷彿とさせる会話がなされたこともある）。甲子園でサヨナラエラー（パスボール）を経験したこともあるが、景虎からは慰められた。景虎が浪花一番星高の前に入学を決めていた高校に内定していた生徒から暴行を受け、憤慨した景虎がその生徒を殴打したため、くだんの高校への入学がなくなったというエピソードがある。丸メガネで愛嬌のある顔つき。
上田 久信（うえだ ひさのぶ）
景虎のなにわ中学校の先輩投手。努力家でチームメイトから一目置かれてきた選手。しかし、ある試合で自分から言い出して景虎をリリーフに指名。それが同校野球部での景虎のデビュー試合となった。
時田 勝又（ときた かつまた）
夏子の友達の野球少年。工藤や景虎のことを聞くうちに触発されて左投げになりたいと志願する。
猫田 市郎（ねこた いちろう）
中之島高校に在籍した大柄な野球選手で、景虎のライバル。スラッガー。
松本 金時（まつもと きんとき）
高校野球の選手。西神奈川代表の足柄山高校に在籍する。投打にわたる景虎のライバルである。
村井 清（むらい きよし）
高校野球の選手。小学生時代の景虎に投球の手ほどきをし、景虎から「清先生」と呼ばれる。甲子園に出場した際にピンチに陥っていたところを景虎からの励ましで立ち直る。
早見（はやみ）
名前は不詳（2度目の登場の際に「茂」と呼ばれていた）。幼少期の景虎が出会った高校球児。彼のいる松尾高校（福岡県代表）は甲子園に出場したが、彼のエラーにより敗退。誰もが声もかけられないほど落ち込む中、景虎が励ましに来る。翌年、今度は主将として甲子園に登場するが、その前日に景虎に会いに「大虎」に出向いた帰りに、交通事故で腕を怪我していた。しかし、監督の温情やチームメイトの懇願から代打で打席に立つ。
沢村 景虎（さわむら かげとら）
一番星高校野球部で、2004年の第86回全国高校野球選手権に大阪代表として同校が出場した際のエース投手。景浦景虎の後輩に当たる。父親が安武のファンで、産まれた長男に景虎の名前を名付けた。右利きだったので、左利きに矯正している。前述の大会の1回戦で光南（都道府県は不明）と対戦し、自身のホームランで挙げた1点を守りきり、完封勝利した様子が描写された。
父子ともサチ子、虎次郎らと面識があり、その試合のあと「大虎」に父子で足を運び、約束通りに食事を御馳走になっており、その場で景浦景虎とも対面している。沢村自身は当初近鉄入りを志望していたが、オリックスとの合併が表面化して以降はダイエーホークスへの入団を志望していた。その後は登場がなく動向は不明。

### その他の野球関係者
岩田 鉄五郎（いわた てつごろう）
安武の高校時代の監督であり、後にホークスのスカウトとなる。
桐堂（とうどう）
阪急ブレーブスの上田利治監督により、安武に酒を飲ませて酔っ払う過程で出ると思われる発言・行動・癖などから弱点を探り出すために派遣された酒豪。「大虎」で朝まで飲み明かし安武を負かす（しかし彼自身も相当酒に呑まれた）が、遂に弱点につながるものは探りだせずじまいで、ついには上田監督に「景浦への有効な対策は、景浦を阪急が取ること」とまで言い出す。その挙げ句に「生涯の飲み友達ができた!」と喜ぶ。
顔は大楽太陽や『ドカベン』の土門剛介に似ている。
安部 浩太郎（あべ こうたろう）
北大阪電機の社長。初めて登場した第1話では、酒でトラブルを起こした安武に野球部退部とクビを宣告し、大伴旭にやたらとチヤホヤするだけの冷淡なキャラクターとして扱われていたが、その後、昔は初心を思い起こすべくほとけ横丁近くの簡易宿泊所に寝泊まりすることがあったという設定が登場、その設定に合わせる形で、野花食品野球部を退部し会社も追い出された安武を北大阪電機に引き入れた時のエピソードが描かれている。1967年1月15日のことであった。
北大阪電機野球部は1980年代に入っても存続していたが、本業の業績悪化で1984年夏を以て休部することが決まり、その最後の試合が日生球場にて行われた際には、陣中見舞いに訪れた安武に対して、安部が同野球部が再開した時の監督就任希望を持ちかけたこともあった。
以上のことから、安武のことは北大阪電機を辞めてからも実は常に気にかけていたことが窺える。休部後の北大阪電機野球部の動向は不明。
マイケル・ウイリアムス（まいける・ういりあむす）
球団名は不詳だが、アメリカ大リーグのスカウト。安武をスカウトに来たが、スポーツ紙にすっぱ抜かれる。その後、景虎にも目を向ける。最終的には安武が（当時所属の）ダイエーが好成績を残せていないので行けないと固辞したため、両方ともその時点での大リーグ入りは達成されなかった。もっとも、そのシーズンに安武は椎間板ヘルニアという故障に苦しみ、それどころではなくなる。その後もスカウトとしての定年前に1度登場し、同じように景浦を大リーグに誘い好感触を得られたものの、移籍実現には至らなかった。
また2度目の登場の際は大堂六左ェ門にも会っており、何故か着流しに鬘を着用させられた。
幕張 安五郎（まくはり やすごろう）
千葉ロッテマリーンズのベテラン先乗りスコアラー。1996年春季キャンプから左打席に立ち続ける安武に異常を感じ取り、その動向を追いかける人物。安武の異変の原因（椎間板ヘルニア）を知り、その完治を見届けたあと、何かを示唆するようなコメントを残すが、それ以上の出演はなかった。

## 新潟の友人・知人
伊達 一（だて はじめ）
白山（白新表記もあり）中学野球部以来の安武の親友にして悪友（高校は別）。新潟でクラブ「サンボア（聖なる盃）」など13もの飲食店を経営する青年実業家にして地元ではちょっとした顔役ともなっている男。安武の結婚式にも参列するほどの大親友。詐欺に遭って窮地に立つも、安武に救われる。既婚者で駆け落ちまでして恋を実らせた。
権べさん（ごんべさん）
安武の実家近くで居酒屋「権べさん」を営む老人。お春という妻がおり、夫婦で安武・サチ子の結婚式の仲人を務めた。その際、質に入れていた羽織を請け出すのを忘れたため、伊達のぶかぶかの羽織を借りた。かつての安武は新潟帰郷の折に「権べさん」を訪ねていた。引退後、久々に訪ねた時は既に逝去し、長男が継いでいた。
半兵衛（はんべえ）
安武の父・安造の友人。かつて安造と一緒に留置場の厄介になったことがあり、その酒豪ぶりを知る一人で、それを安武に話して聞かせたことがある。
仙さん（せんさん）
白山神社の宮司。飄々とした人物。幼い頃の安武が悪戯ばかりすることから、境内にある大きな松の木に縛って吊り下げておいたが、そのことをすっかり忘れており、夕刻になって心配して探しに来た安武の母・花子と様子を見に行ってみると、安武は吊されたまま眠っていた。一方、うまく出し抜かれて伊達と組んだ安武から賽銭泥棒をされたこともある。安武・サチ子の神前結婚式を執り行ったが、その際、巫女に三三九度の盃に酒をなみなみと注ぐように言っている。
番長（ばんちょう）
氏名不詳。中学時代の安武と司美代子（後述）を巡って争った仲。その後、新潟でのサイン会に現れた際には塗装業を営む人物になっていた。
緒方（おがた）
北明高校の同級生で、その後同校野球部監督。1988年、北明高校を創立49年目にして初の甲子園出場に導き、その開会式及び初の試合前日に「大虎」に安武を訪ねてくる。景虎が球児の姿を見て涙した時に同席していた人物。後に野球部同期会でも岩田鉄五郎（北明高校野球部監督だった）の命により監督役を務めている。
川島 精一郎（かわしま せいいちろう）
北明高校の同級生でエース投手。後に、満が高校当時に在籍していた白新高校教師にして軟式野球部監督。満の才能を高く買い、硬式野球部への転部を推奨する。軟式の全国大会に出てきた際に安武と再会。満の打撃の癖を安武と共に見抜きアドバイスをする。
坂本 貢（さかもと みつぐ）
北明高校の同級生で投手。サイドスローだった。安武の二日酔い対策に「栄養剤代わり」として持っていたニンニクを岩田に渡す（それが安武に渡る）が、それがアダになって走塁中の嘔吐に繋がってしまった。壮年になっても安武の奮闘に刺激を受け、還暦近くまで草野球を続けるが病に倒れる。そんな中2009年正月に行なわれる同窓会に出席を予定し、安武との再会を楽しみにしていたがその10日前に様態が急変し亡くなる。安武は同窓会の翌日、新潟市西蒲区の彼の家に向かい、仏前で彼への懺悔をしている。

## 「酒」にまつわる人物たち
この項では「大虎」以外の「酒」にまつわる関連人物を挙げる。
武藤 一之進（むとう いちのしん）
福岡県久留米市にある造り酒屋「武藤酒藏」の当主。武藤ワカの息子であるが作中での登場はワカより早く、安武が南海時代からだった。
平和台球場での西武vs南海戦の雨天中断中にレフトを守っていた安武に自らが作った「古稀」という酒を飲ませ、以降懇意となる。また、過去に新人時代の東尾修（当時・西鉄ライオンズ）を福岡の居酒屋で一喝したこともあり、後年、一之進が倒れた際に安武が見舞いに来た際、東尾もまた見舞いに来ておりそこで酒を酌み交わすシーンが描かれている。
鈴木 隆之（すずき たかゆき）
熱心な日本酒のコレクターで、日本酒の銘柄の9割は取り揃えたという居酒屋「酒の店」を経営（店は自宅を改装したもの。初めはおでんの屋台を引いていたとのこと）。店にビールも置かず、日本酒を飲まない客は叩き出すというガンコな一面も。元々会社員だったが、酒の席で酔った末に社長に乱暴狼藉を働いて解雇された過去がある。この際、妻・一恵も家から叩き出してしまう。
娘・りえの銀行員・野口との交際をめぐってこじれていたのを安武に仲裁されてから昵懇の仲になり、のちにやはり安武のおかげで別れた妻と復縁を果たした。北海道で事故死した長女・しおんがおり彼女を祀った地蔵（しおん地蔵）を建立、この地蔵が北海道遠征中の安武の命を救うという奇縁もあった。
話の調子を合わせるためか「そうよ、○○なのよ」という合いの手を入れることが多い。当初は友人らも来店していた。
2000年の日本シリーズ後、安武と王貞治、長嶋茂雄の3人が来店した時には感激のあまり店を貸切にしてしまった。ほか、吉永小百合までも来店したことがある。現在では安武・景虎の東京遠征時における「大虎」的な場所になっている。
安武は最初、村上悦雄と訪れることが多く（初来店も村上と）、後には小林満（満は倉田洋子との最初の結婚の際に、鈴木に仲人を頼もうとしていた）や景虎を伴って来店したこともある。その他、同僚や他球団の選手・監督らもよく訪れる。
鈴木 りえ（すずき りえ）
隆之の娘（次女。長女・しおんは大学生のころに交通事故死）。明るく屈託のない女性。銀行員・野口と交際していたが、結婚。野口は「酒の店」を継ぐという希望を持っていたが、結婚後も店には出ていない。安武を父に会わせようと手紙を書いて「酒の店」に呼んでいる。父のために野口との交際を諦めようとしたことや、父と別れていた母・一恵を自分の結婚式に呼んで父と復縁させようとしたこともあるように、家族思いの一面も持つ。
鈴木 一恵（すずき かずえ）
隆之の妻。初登場から3年前の時点（1984年）で、酒に酔った隆之に家から叩き出される。その後、高校の寮のまかないなどをして生計を立てていた。娘のりえは一恵にどうしても自分の結婚式に出てほしいと誘っていたが、それを伝える手段がなく、困っていた時、安武に相談。安武はある試合のインタビューでメッセージを託す。それを耳にした一恵は結婚式への出席を決意し、隆之との復縁にも応じる。なお、高校の寮のまかないは復縁後も辞めていない様子。
木沢（きざわ）
「酒の店」の常連客で隆之の古い友人。隆之とは言いたいことを何でも言える仲。泣き上戸。
二郎丸（じろうまる）
博多で居酒屋「二郎丸」を営む男。咲子という妻がいる。元々西鉄ライオンズのファンであり、1972年11月に経営母体が代わって太平洋クラブライオンズとなったチームにどうしても愛着が持てないでいたある日、常連客のでれ助と大喧嘩し、飲み代の代わりに太平洋と南海との試合の切符をもらったのをきっかけに平和台球場に試合を観に行き、そこで代打に出てきた安武のホームランを目の当たりにしたことで安武に惚れ込み、以来南海（特に景浦）ファンに転向。南海ホークスの身売りで南海ファンをも止めかけるが、チームが福岡に移転し、安武もこれに追随すると知って思い直す。
直後、結婚17年目にして妻・咲子の懐妊がわかり、それにちなんで割引する様子を見た安武が「二郎丸」に初めて来店。以来、安武は「二郎丸」にもちょくちょく来店しており、博多に於ける「大虎」的な店という位置づけになっている。景虎も訪れたことがある他、珍しいところではトニー・バナザードが来店したこともある。
バランタインのママ（ばらんたいんのまま）＝藤村夫人（ふじむらふじん）
旧姓及び名前不詳。広島県呉市にある高級クラブ「バランタイン」のママ。南海時代のキャンプ中のバレンタインデーに高級酒「バランタイン」を贈られた安武が、同じ名前の店に入ってみると、美人ママがいた。ところが先に居合わせた同僚たちに言わせるとこのママは「男」だという。
しかし、同僚たちが帰ったあと、ママは安武に身の上を話し始める。自分は子どもの産めない身体で、それが元で夫に浮気され、そして乳ガンにかかって片方の乳房を切除したことなど…（その際、切除していない方の乳房も見せた）。しかし、安武の一言で立ち直ると、翌年は一緒にゴルフをすることに。
更にしばらくして、資産家の藤村と結婚して（ママも藤村も再婚）店を他人に譲っていた。そして彼女は藤村のために子どもが作りたいと願い産婦人科通いを続けており、その最中にキャンプの陣中見舞いに来たサチ子とも出会っている。
藤村はママの思いを承知した上でママの全てを受け入れ、ママと一緒に暮らせればそれで良いのだと言い、ママを感激させる。
加藤 安子（かとう やすこ）
安武のファンの一人。ふくよかな中年女性。大酒飲みで酒盗をつまみに、安武相手に自身の身の上話をする。
お花（おはな）
氏名不詳。福岡ダイエーホークスが高知の春野でキャンプを張っていた頃に登場。球場近くの同名の小料理屋の女将。
久保田 次郎（くぼた じろう）
大阪・ミナミでバー「陸」を経営する初老（1993年当時で還暦＝60歳）の男性。少年時代に大学生からかっぱらいをして袋叩きに遭いかけていたところを、当時法政大学の学生だった根本陸夫から助けられるも、その場で盗みを諫められたことで改心、成長してバーテンダーになり、やがて1978年に前述の自分の店を持つまでになり、当時クラウンライターライオンズの監督だった根本と30年ぶりの再会を果たす。以後、毎年のように根本は「陸」を訪れる。1993年正月には安武も根本に呼び出されて「陸」を訪れており、次郎から根本の武勇伝を聞いた。

## 安武の女性関係とその関連者
山本 麻衣子（やまもと まいこ）
関西を牛耳る大財閥の御曹司の未亡人。夫を事故で亡くしたが、その責任を負わされた挙句に一人息子の智を夫の両親に取られて発狂。大阪スタヂアムのシーズンシートに観戦に来ては死んだ夫と会話していた。やがて安武と出会い、男女の関係になると同時に正気に戻る。しかし、ふと智そっくりの少年を見て安武と別れて舅や智の待つ家に戻る。翌年、高熱を出して寝込んだ智の為に是非ホームランをと安武に懇願。翌日のロッテ戦、安武は敬遠のところを空振り、予告ホームランなどで金田留広を挑発、見事ホームランを放つ。ちなみにレフトを指差したものの、実際はライトのポールに当たる。1978年の舅・勘介の死後、姑、智と共に京都に転居。その前の時点では、安武はまだ未練を残していたが、京都への転居を知り完全に諦める。
山本 勘介（やまもと かんすけ）
麻衣子の舅で関西財界のドン。交通事故で息子が事故死したのを麻衣子の責任として放逐するも、安武の説得で和解。その後、詐欺で企業乗っ取りに遭いかけた安武の旧友・伊達一を救い、借りを返す。その後も折に触れ登場したが、1978年没。刃と書かれた盃を安武に遺す。
田中 早苗（たなか さなえ）
1957年生まれ。新潟県出身。東大目指して受験勉強の傍ら、安武を応援する。目を病んで書いたファンレターを受け取った安武は、そのたどたどしい字にてっきり幼児と思い込み、サチ子の指導でそのような返事を書いてしまうが、見舞いに訪れて女子高生とわかって驚いているところにその返事が届き、早苗と母の強い要望でそれを読む羽目になる。景浦の、幼児に宛てたと思われる返事を読むその勇気に感動した早苗は、志望校を東大から阪大に切り替え、見事医学部に合格。その後も交際が続く。景浦が上京した際、デートの時偶然草野球に誘われた景浦を観戦したり、景浦が場外を打った球に当たってしまったとか何かと縁のある女性。ある日、部屋を訪れたときにサチ子と鉢合わせ。その後距離を置く。結婚して景虎が生まれた翌年、目の異常を感じた安武が受診した病院で再会する。診断して治療した上できっぱり諦めますと宣言し、検査に付きっ切りで立会い飛蚊症と診断。その後、宣言通りに安武を諦め地元・新潟で結婚したが、すぐに離婚し大阪で再会の後、福岡へ転居。そこでも安武と再会した。その際、安武に抱いてと懇願するものの断られた。結婚前に安武からおでこにキスをされたことが二回ある。
財津 珠代（ざいつ たまよ）
在福民放テレビ局の女子アナウンサー。当初はカコの阪大の友人として登場。実家は大分の名家。阪大在学中に五月病にかかったのをカコが見かねて大阪スタヂアムに連れて行ったところ、そこで目にした安武に一目ぼれし、追い回し始める。あまりの熱烈ぶりにブレーキをかけようと、カコが縛りつけて動けなくしたこともある。「大虎」にも顔を出したことが何度もあるためサチ子とも面識はあるが、サチ子の前でも形振り構わない様子のため、サチ子やカコから半分は呆れられている。
そしてついには福岡ダイエーホークスに引き続き在籍する彼を追って福岡のテレビ局へ入社。実家には既婚者である安武を婚約者として連れて行き、父親・壮太郎も安武を大いに気に入る。夢は安武の子種をもらうことだったらしい。安武のマンションによく出入りし、ワカの介護（?）をしている。安武の隣に越してきた桜子を巡っては、ワカと共同戦線を張ることもある。
研修のつもりで帯同していた平和台球場で、あるトラブルからいきなりアナウンサーとしての初仕事をさせられることになったが、持ち前の度胸で乗り切った。後に番組の企画を担当するまでになっている。
実在のプロ野球選手である下柳剛に言い寄られた時もあったが、トレードで日本ハムに移籍することになった下柳のほうから身を引いている。また、上記の初仕事の際に村田勝喜から言い寄られたこともある。最近では大相撲で活躍する玄海灘関（武谷明）に惚れられ、彼から「横綱になったら結婚してください」と言われ、「なったら結婚してあげるわよ」と考えている。そのような経緯から、登場当初ほど熱烈に安武に迫らなくなってきたが、それでも安武のことは諦めていない様子。
財津 壮太郎（ざいつ そうたろう）
珠代の父親。大分在住の資産家。鷹揚な性格で珠代にもそれは受け継がれている。1985年7月の大分での試合の始球式に登場し、安武に真剣勝負を挑んだ。妻（珠江）と母（タカ）がいる。
武藤 ワカ（むとう わか）
女流小説家。生年月日は1889年7月24日。自宅は久留米で代々続く酒造所で、息子夫婦が安武に福岡遠征のおりに日本酒を差し入れていたことが縁で出会う。元々は酒造日記をつけていたことが作家としてのはじまりで、息子に酒造所を任せたころから本格的に作家業を開始。見事100歳のとき、『酒とバット』という作品で「新人作家賞」を受賞し注目をあびる。若い頃は文学少女だったこともあってか作品には恋愛小説が多く、安武に惚れている。普段は久留米の実家の離れを書斎にしていたが、安武と知り合ってからは福岡にある安武のマンションも書斎として使っている（前述の珠代のお目付け役も結果的に担っている）。好奇心旺盛で、安武に関わることにとにかく興味を覚える。安武に対する想いについては「乳のばズキンズキンしよる」(心臓がドキドキする)と発言している。また一時期、死の淵をさ迷ったことがあり安武も献身的に見舞った。
サチ子とも前述の「新人作家賞」受賞記念パーティーの際に面識があり、その姿や言動を見て納得している。また、英語が堪能でもあり、マット・ウインタースに頼まれて臨時通訳を買って出たこともある。
市川 幸子（いちかわ さちこ）
ミナミのスナックのホステス。ルーキー時代にラッキーなヒットを打った安武が佐藤道郎、大伴と訪れた。その際に他のホステスから相手にされない安武にサインを依頼、しかし慣れない為に景の字を日京みたいに書いてしまうなどおかしなものになる。しかし、安武が去った後に別の客が「やつは必ず大打者になる。売ってくれ」と懇願。他のホステスの白い目をよそにサインを売る。その翌日にもラッキーなヒットを打ち、佐藤道が同じスナックに招待。いつしかジンクスとなっていく。しかし、淡い恋心を抱いた幸子がサインを抱いてしまった翌日はジャストミートした打球が野手の正面を突き、安武の足も遠のき、2年後に同じ店を訪れた際には幸子も退店していた。
その後、独立して自分で開いた店で安武のサインを内縁の夫・羽柴に破かれたことに逆上して羽柴を刺してしまい、警察署に面会に訪れた安武に再会するやそれまでの黙秘を破る様に号泣した。なお刺された羽柴は命に別状はなかったとのことで、破かれたサインはセロハンテープを使って修復された。
山中 奈保美（やまなか なほみ）
女子プロボウラー。交通事故に遭ったところを南海入団後最初の練習に向かう途中だった安武が目撃し、タクシーで病院に搬送される。その応急措置の際に彼女の乳房を見てしまった安武は、しばらくの間その煩悩に悩まされることになる。
それから4年後に再会した時はボウリングを引退し、幼馴染みのプロボウラーと結婚するところであった。ここでも交通事故に絡むエピソード（婚約者がひき逃げに遭う）が描かれた。実は安武に思いを寄せていた。
香奈 香（かな かおり）
演歌歌手。伸び悩んでいた1979年のある日、ホテルの入り口で安武と相合傘になったところを週刊誌のカメラマンにスクープされる。これは偶然一緒に歩いていた香を降り出した雨から守る近道として、安武が彼女を案内してホテルの構内通路を通り抜けた「雨宿り」の結果であった。疑惑が晴れるまでの間、ある作曲家が素性を伏せて「大虎」をしばしば訪れ、安武の人となりをそれとなく観察（サチ子からは雑誌記者ではないかと推量された）。その後、作曲家は香のために安武と酒をイメージした新曲を発表。その新曲は大ヒットし、香は心中では安武の誠意に謝りながらカムバックを果たす。
水樹 夕子（みずき ゆうこ）
アイドル歌手。1981年のある試合でインタビュアーとして登場。ヒーローインタビューで結婚直後の安武に「結婚していますか?」と訊いてしまう。
司 美代子（つかさ みよこ）
安武の小・中学校時代の同級生。ファーストキスの相手。それがもとで安武は番長に殴られる。1学期途中で転校するが、お別れにホームランを打つと宣言。1打席目でホームランを放つも美代子は間に合わず、試合場に駆けつけたときには安武はいいところなし。しかし「あいつが2回に打ったホームランはまぐれかよ」という客席の声を聞いて安武が約束を果たしたと知り、置手紙を残して去る。1974年オフに大阪で再会した。
山岡（やまおか）
1985年の南海呉キャンプの宿舎に安武を訪ねてきた美女。安武の腹違いの妹を名乗るが話しているうちに勘違いとわかる。その後、安武が門田とあれこれ言い合っていると、実はその女性が資産家の令夫人だと判明する。
花小路 桜子（はなこうじ さくらこ）
福岡の景浦が単身赴任するマンションの隣室に越してきた美女。登場当初は謎の人物だったが、クラブ「中巣」のホステスと判明する。実は22歳の頃に性転換をした男性で、本名は一男（かずお）という。病気で容態の良くない父親に会いに行くよう桜子を迎えに来た母親の口から安武に明かされている。その事実を知る人物は桜子の母親と安武程度で、店の人間すら知らなかった。以後も安武は桜子を女性として接しており、秘密がばれそうになった（と安武が思い込んだ）時、慌てふためく安武の姿があった。
石井 早希（いしい さき）
福岡ダイエーホークス（当時）の女性ファン。安武が結婚後に妻のサチ子以外にキスを交わした二人の女性のうちの一人でもある（もう一人は田中早苗）。1999年シーズン中に福岡ドームへ母と共に観戦にやって来た際、福岡ドーム恒例のファンサービス「ラブラブ・ゲーム」で安武とビジョン越しながらキスを交わす。安武はその日の試合でタイムリーを含む3安打を放ち、あとホームランが出ればサイクルヒット達成という好成績を残したため、ファンからは勝利の女神と囃される。しかし翌日、安武の元に自作の安武をモデルにした人形と手紙が届き、その手紙の内容から、実は重い病気を患っており観戦した日の翌日に手術を控えていたことが分かる。手術は成功し、1999年オフには退院。退院したその日に突如安武がかすみ草を持って自宅を訪れ、そこで彼女は友達からラブラブ・ゲームの再現と言わんばかりに安武との生でのキスを勧められる。安武は「生はないよ、生は…」と困惑するも、彼女は意を決して安武にキス。その直後に「苦しかった入院生活を思うと、今こうしていられることがうれしい」と涙を流す。ちなみに好きな花はスイートピーだったが、安武がかすみ草を持ってきた事から、一転してかすみ草が好きな花になる。また、安武とキスの瞬間「これでダイエーV2よ！」と友達に囃されるが、翌2000年は本当にダイエーが2年連続のリーグ優勝を果たす。亜希という姉がいて、この後、姉妹共々景虎とメル友になる。
また、上記の女性と同姓同名の女流写真家もいる。こちらは雑誌のファッションモデルとしてオファーを受けた安武を撮影するために登場。また、幼少期の夏子を「ひまわり娘」として取り上げ、写真家の浅井が撮影した際に助手としていたのもこちらの石井早希である。その浅井の弟子でもある。
石井 亜希（いしい あき）
女流写真家でない石井早希の姉。ふとした縁から妹の早希と共に景虎のメル友になる。後述の小畑徹と結婚する亜希の独身時代も彼女と同姓同名だが、全くの別人。しかし、彼女らが「恋の宿」存続のきっかけになるため、満更無関係とも言い切れない。
真田 清子（さなだ きよこ）
新潟の天才野球少年・九ちゃんの母親。夫を亡くし、一人で息子を育てていたが、体をこわし入院してしまう。2008年春に退院し、安武の誘いで、小林夫妻の住む家に息子と共に同居することとなった。安武に好意を持っている。
九ちゃん（きゅうちゃん）
清子の息子で小学生。元気が有り余る野球少年。北海道に転居しかかるが、事情を聞いた安武の薦めで小林家に同居する。景虎の結婚式にも小林夫妻と共に出席した。

## 安武が旅先で出逢った人たち

### 芝温泉「恋の宿」
新潟県・上越のとある山中の「芝温泉」にある小さな佇まいの旅館。「恋の宿」の名前の由来は、「離別前の『最後の旅行』として訪れたカップルが、不思議とよりを戻すようになった」という噂がきっかけとなっている。安武は旧友の伊達一から聞いてこの宿のことを知った。景浦一家・小林一家（小林一家は庄造の没後に来訪）が訪れたことがある他、安武らに誘われるように多くの野球人が訪れている。売りの一つに、駅の広告看板が外れているということがあるが、一時期、元通りにかかっていた。
小畑 庄造（おばた しょうぞう）
「恋の宿」の主人。1993年没。
安武の「恋の宿」来訪は1985年シーズン終了後が最初で、1986年シーズン終了後には初めて家族（サチ子と景虎、夏子）を連れて来訪（この時に徹と亜希の結婚を知る）するなど、南海時代から幾度となく主としてシーズンオフに来訪しては、「恋の宿」での時間を心身のオーバーホールに充てている。成人した景虎もここを訪れて同じように心身のリフレッシュに努めることがある。更に満も来たことがあり、大阪近鉄移籍を知ったのも「恋の宿」逗留中のこと。満の引退直前には両親を伴って訪れてもいる。但し、満は庄造の没後に初めて訪れているので、庄造とは面識がない。
1990年のオフに訪れた際には、庄造と「三冠王を取る」と約束。体調を崩していた庄造にとって安武の活躍は励みであり、彼の三冠王獲得は大変喜ばしいことであった。しかし1993年秋に危篤状態となり、病床で安武の3年連続三冠王獲得を願う。それ以前から自身の死期を予期しており、1992年オフには安武に「3年連続三冠王を取る」と約束させてもいる（その後、徹からも懇願された）。果たして安武は見事これを果たすが、これを見届けるように死去。試合終了後に「恋の宿」に直行した安武は彼の臨終に立ち会えなかった。
小畑 徹（おばた とおる）
庄造の息子。デザイナー志望で東京に出ていたが、さる賞を取ったあとは鳴かず飛ばずだったために帰ってきて、妻となった亜希や庄造と共に「恋の宿」をやっている。安武が初めて妻子を「恋の宿」に連れてきた時に亜希との結婚を安武らに明かし、安武を驚かせる。庄造の死後は亜希と共に「恋の宿」を受け継ぎ、安武も（後に父と同じ道を歩んだ景虎も）オフのオーバーホールと自主トレの際の常宿として毎年の様に訪れる。また、満や他の野球選手、更には監督らも「恋の宿」を単独で、あるいは安武と一緒に訪れることがあった。亜希との間に男の子が一人（圭ちゃんと呼ばれるが、正しい名前は不詳）ある。
一時、経営が苦しくなった「恋の宿」を畳むことも考えたことがあるが、景虎や石井姉妹によって持ち直すきっかけを得たのでその後も経営を続けている。
一度、父・庄造の死後、その筆跡を真似て安武を励ます手紙を書いたことがあるが、安武にはある文字の特別な書き方から見破られた。
小畑 亜希（おばた あき）
徹の妻。新潟出身。旧姓・石井（前述の石井亜希とは無関係）。外れていた（それが売りでもあった）「恋の宿」の看板を庄造が元通りにかけておくきっかけとなった女性。徹とは遠距離恋愛の末に結ばれた。独身時代に「恋の宿」を単身で利用したことがある。両親も若い頃に「恋の宿」を利用したことがあり、自分はその時に仕込まれたに違いない、と庄造に言い出す場面もあった。

### その他
太田 洋子（おおた ようこ）
南海入団当初、後楽園への遠征に帯同した安武が江本と飲みに出た帰り道に、後楽園球場の裏手で拾った捨て子の赤ん坊。酒の匂いをさせていたことから安武にあまりに懐くので情が移ったその子のためにとハッスルし、盗塁賞のミルク1年分を得ようと代走を買って出て盗塁を成功させるなどした。そして、サチ子（当時はもちろん結婚していない）と一緒に育てる決意までしていた。
そして、たまたまその試合の様子をテレビで見ていた父親が、自分が捨てた娘の洋子を思って改心し、妻共々引き取りに行き、帰り際、安武は盗塁賞のミルク1年分を太田夫妻に渡した。
以後1982年の呉キャンプの時に再会。この時、太田夫妻の夫はサラリーマンを辞め、トラックの運転手をしていた。洋子を含めた4人の子持ちになっていた（洋子以外は全て男の子）。そして更にそれから6年後の1988年にも同じ呉キャンプで再会。この間、太田家は一度岡山に転居していて、その後再び呉に戻ってきたという。
何も知らない洋子は、呉キャンプに赴き中学校のクラスメイトの分（藤本修二・湯上谷竑志のサイン）まで安武にサインをねだりに行き、もらうことに成功している。洋子のお目当てはまさにその安武のサインだった。ただし、洋子は自分が赤ん坊の時に安武に拾われていたことは知らないままだった。
田沼 文蔵（たぬま ぶんぞう）
1974年、富山へのオープン戦の移動に遅刻し、一人チームを追った安武が急行列車で乗り合わせた薬の行商人。酒を表す「県醒め」、「村醒め」、「軒醒め」という言葉を教わる。その夜、安武が呑んでいると悪酔いして暴れる高校生風の男と生花の師匠とのトラブルに遭遇。暴れていたのは文蔵の長男・一郎で、受験に失敗して荒れていたもの。一郎は翌年に見事合格。一郎が大学に受かるまで酒断ちをしていた文蔵は一郎と安武と3人水入らずの祝杯を挙げ、心から楽しいひと時を過ごす。翌日、一郎が起こしに行ったところ幸せそうな顔で死んでいた。
田沼 一郎（たぬま いちろう）
文蔵の長男。元々は高校球児で南海ホークスからドラフトで指名された程だったが、母の死をきっかけに進路を転換。一浪したものの東京の大学の薬学部に合格。父に内緒で安武に手紙を出して合格を知らせる。祝宴の翌日父親が死んだ際、酒断ちをしていた父親に酒を飲ませたことを悔やむ。安武は「俺が息子だったら一生悔やむだろう。しかし、俺が親だったらこんなに嬉しいことはない」と慰める。
林田（はやしだ）
名前不詳。新潟のさる農家に住む老婆。1980年のこと、安武を戦争に行ったまま帰ってこなかった息子の三郎と誤認（もうろくしての誤認ではないことが後日談で明かされた）し、三郎の長兄の一郎に連れられて新潟遠征に来た安武に差し入れのおはぎを持っていき対面、併せてコシヒカリも贈った。その後新潟遠征のたびに会いに来ていたというが、この老婆は1987年に95歳で亡くなり、遺品として遺された翡翠の帯留が安武に進呈されることになる。最初は受け取りを固辞していた安武も前述の誤認にまつわる事情を知り、帯留を受け取ることにして、それ以降の来訪も併せて約束した。
はぶさん（はぶさん）
氏名不詳。沖縄のハブ獲り名人。安武とダイエーキャンプ地近くの飲み屋で知り合い、一緒にハブ獲りに出かける。その後、安武の正体を知り、沖縄の古酒を一緒に飲む。

## その他の人物（ファンなど）
住吉 権造（すみよし ごんぞう）
大阪スタヂアム名物のアンチ南海ファン。帽子も「Anti Hawks」の略である「A」と「H」の組み合わせマーク入りのものを着用していた。年配の男だがよく通る声で鋭い野次を連発し、それを耳にした選手はあたふたし、杉浦マネージャーの怒りを買う。あるとき、やくざに絡まれていたところを安武に助けられる。お礼に訪れたときに安武の正体を知って狼狽。しかし、やじり過ぎてつぶれた声を安武からからかわれているうちに元の調子を取り戻す。その後もしばし登場し、1979年のシーズン末の消化試合で見た景浦のサヨナラホームランをきっかけに「アンチをやめ、南海ファンとして球場が満員になるまで応援したる」と決意。1998年、大阪スタヂアム閉鎖前日には安武と再会して大の南海ファンになっていたことがばれ、その後「大虎」で酒を飲み、偶然来店した野村克也とも対面している。
野村の著書によれば、この人物のモデルは実在したらしい。なお風貌は「ドカベン」の徳川監督に似ている。
吉松 俊一（よしまつ しゅんいち）
更埴中央病院（現・千曲中央病院）に実在する外科医。野球大好き（実際に草野球チームにてプレーするという描写も差し挟まれた）なスポーツ医学の権威として登場。テレビ画面にチラッと映った姿から安武の異状を見抜き、長野県更埴市（現・千曲市）から南海のキャンプ地だった広島県呉市まで行って実情を診察した後、安武にリハビリメニューを手渡すという尋常ならざる行動力を見せる。挙げ句、翌朝の草野球で負傷したものの強引にその日の診療（手術まで）敢行しようとして部下を呆れさせる場面も描かれた。
その後も安武の腰痛の治療に携わった回がある。
浅井（あさい）
カメラマン。偶然目にしたサチ子に惹かれプロポーズをするが、安武を慕うサチ子に断られる。その後、安武の人柄に惚れ、雨中でのバッティングシーンを撮影しサチ子にプレゼントをした。この写真はいまでも大虎の母屋にあるサチ子の部屋に飾ってある。
その後、約20年の空白を経て、安武とサチ子の娘である夏子の撮影カメラマンとして登場した。前述の女流写真家・石井早希の師匠でもある。
初期の頃は長髪で目に鋭さがあったが、その後の登場では、口ひげを蓄えた優しい中年といった佇まいになっていた。
武田 シゲル（たけだ しげる）
売れない役者。妻（名前不明）も同業。妻が我が子（赤ん坊）を「大虎」の前に捨ててきたので（その子は男の子で、虎次郎によって大虎、愛称「大ちゃん」と名付けられた。実の名前は不明）、妻共々引き取りに来たが、「大虎」の店内や、安武のマンションでまで赤ん坊そっちのけで夫婦ゲンカをする始末で、ついには虎次郎やサチ子を憤慨させた。景浦がサイン会でファンと称する人物（実はシゲルの妻）から託されたでんでん太鼓は、一連のエピソードの重要な小道具としてクローズアップされた。また、安武は親を探し当てるために和子の仲介で阪大の教授に筆跡鑑定を依頼してもいる。
大村 小吉（おおむら こきち）
サチ子の幼馴染のファッションモデル。東京在住。パーマのかかった頭と牛乳瓶の底のような分厚いレンズのメガネが特徴。一人称は「わっち」。サチ子を「サッチ」などと呼ぶ。たまたま大阪に帰郷していたところを、山田屋に誘われて町内対抗草野球大会にメンバーとして駆り出される。しかし、サチ子の話からは小吉がスポーツは好きだが典型的な運動音痴であることが明かされ、かくして試合でも凡ミスを連発、試合後の大虎で山田屋に怒鳴りつけられる始末。しかし、安武に慰められる。その後、そのお礼にと自身が本業のモデルとして表紙に載った雑誌を送ってきて、あまりの印象の違いから山田屋らを唖然とさせた。
伊吹 二郎（いぶき じろう）
才能はあるが全く売れない歌手。複数の草野球チームに参加しながら、クラブ「浅井」の専属歌手をやっている。しかし、それでもめげずに明るく前向きに振る舞うことから、安武はその様子に感じ入る。広島ファンで、満のヤクルト移籍の際に安武と満が訪れた神宮球場そばの喫茶店（満がこの店のマスターに世話になることになっていた）で再会したが、その時まで安武がどういう人物かを知らなかった。代表曲に自作の「ふたりの外苑」がある。
大河内 瀧彦（おおこうち たつひこ）
日本有数の製薬会社という明正製薬（の会長。1991年初頭のある夜、ふと「大虎」を訪れ、正体を隠し、うまいことを言いつつタダ酒にありついてしまう。騙されたとわかってボンによって「大虎」から叩き出されるが、翌日部下がやってきて正体を明かす。その後、安武が初めて三冠王を獲得した直後に、安武の大阪後援会設立を申し出て、その会長に収まり、その最初の催しとして三冠王達成記念パーティーを開いた。
山田 小太郎（やまだ こたろう）
浪花製鋼（ナニワ製鋼とも）広告宣伝部に勤務する社会人ラグビーの選手。通称「あのぉ～の小太郎」。虎次郎が石井浩郎と別れたカコの交際相手として紹介した男。普段はオドオドした態度と喋り方をするので、カコの第一印象は決して良いものではなかった。しかし、テレビのスポーツニュースでラグビー選手としての小太郎を見たことで印象が変わり、カコが小太郎の勤務先を訪れ、デートをするまでになる。その後更に小太郎の試合を生で観戦するなど、関係は発展したかに思われたが、その後のエピソードは描かれず、少し経ってから小太郎が家庭の事情で帰郷したことにより交際は呆気なく終わってしまったことが明らかになっている。
武谷 明（たけたに あきら）＝玄界灘（げんかいなだ）
大相撲・五所ノ関部屋の幕下力士として登場。財津珠代に恋をして、その父・壮太郎に掛け合いに行ったところ、「珠代が景浦に抱かれたら」などと言われてしまう。しかし、めげずにアプローチを続け、その思いと共に相撲でも力を発揮、見る見るうちに番付を上げていき、ついには関取になり、四股名も「玄界灘」と改め、珠代に「横綱になったら結婚してほしい」と言うまでになり、大関までは昇進した。しかし、その後、部屋の親方の娘との縁談がまとまりそうになる。
水上 清（みなかみ きよし）
淀プロダクション社員にして夏子をスカウトした張本人であり、安武のことをまったく知らなかった野球音痴の青年。淀プロには水上の他に数名の社員がいる。
大堂 六左ェ門（だいどう ろくざえもん）
映画監督。新作時代劇映画の主役を誰にするか頭を悩ませていた時、スポーツ紙で偶然見つけた安武に興味を抱き、出演オファーをかけるも、安武からは固辞される。ならばと時代劇映画への起用に固執しつつも、プレーをする安武の姿をフィルムに収めようとカメラを球場などに持ち込み、安武を追いかけてドキュメント映画の撮影をし始める。そこで安武の真のあるべき姿に改めて気付く。
その後も1度登場があり、再び安武を時代劇映画の主演俳優に起用しようとするが、この時はあっさり断念。その際はマイケルに侍の扮装をさせたり、武藤ワカを主人公にした映画を撮ろうとしたことがある。
下山 錠（しもやま じょう）
浪花スポーツの記者。スクープをよく取ってくることから「スッパ抜きの錠」の異名を持つ。2000年日本シリーズ後の「酒の店」での安武と、王・長嶋とのひとときを嗅ぎつけ、更に「大虎」に横浜ベイスターズのコーチ就任が決まった黒江透修が現れたことにより、それらをネタに安武のトレード話をぶち上げるが、その後追い取材をするうちに大堂六左ェ門の映画の話を知り、追い掛け始める。
宮本（みやもと）
国際花と緑の博覧会会場のいのちの塔で景虎が見つけ、好きになった少女・宮本沙織の父。沙織はその時既に交通事故死しており、父親はその死をなかなか受け入れられずにいたが、景虎の言動に励まされ、将来の再会を約束する。それから7年後、約束通り景虎と再会し、沙織の死を告白し、真実を知った景虎も甲子園での活躍を約束した。
バーナード・コロンブス（ばーなーど・ころんぶす）
アメリカ・フロリダ州に本拠があるスーパーマーケットチェーン「エイト・トゥエルブ」の社員。日本に提携先を求めて来日したが、日本の慣習に馴染めず諦めかけていた時、平和台球場に立ち寄り打席での安武の姿を見て思い直す。フロリダ大学時代のトニー・バナザードの友人という設定になっており、試合後、バナザードを伴って「二郎丸」に飲みに行き、安武とも酒を酌み交わしている。
先生（せんせい）
はかた中央病院に勤務する外科医。安武や看護師の石田などからは「先生」と呼ばれるだけで名前を呼ばれたことはなく、また作中にこの人物の氏名が明記された描写もないことから、氏名不詳。2003年のシーズン終盤に福岡ドームで行われた西武戦の終盤にあった本塁クロスプレーの際に伊東勤と交錯した安武を診察する医師として登場。以後、その際の肩の故障が翌年初頭に治るまでしばしば登場。最後は「恋の宿」でバットを振らせることで故障の完治を見届けた。風貌が「酒の店」の鈴木隆之に似ている。
石田（いしだ）
はかた中央病院の外科外来の若い女性看護師。上記の「先生」とのコンビで登場。名前は不詳だが、「先生」を「恋の宿」に招待した際に出迎えた安武から「明ちゃん」と呼ばれている。明朗な性格の持ち主で受け答えも当意即妙であることが多い。